# Kishegy
Kishegy település Romániában, Szilágy megyében.

## Fekvése
Nagyilondától keletre, Kisborszó és Blenkemező közt fekvő település.

## Története
Kishegy nevét 1590-ben említette először oklevél Magura néven. Ekkor Kővár tartozéka volt. 1629-ben Nagy-Magura, 1750-ben Magura 1890-ben Galgó-Magura, később nevét Kis-Hegy-re változtatták.
Kishegy vagy Magura újabb telepítésű hely. Mivel 1567-ben, Kővár tartozékainak felsorolásakor még nem fordult elő, 1567 és 1590 között települhetett be. 1597-ben a Kővárhoz tartozó település Báthori Zsigmond fejedelem birtoka volt. 1602-ben Giorgio Basta teljesen elpusztította; az 1603. évi urbárium is új telepítésű helynek mondta. 1607 előtt néhai Rácz Péter fia Ádám birtoka volt, 1676-ban Sarmasághy Zsigmond, Rácz Judit Daczó Györgyné, Rácz Katalin Erdélyi Györgyné és Rácz Zsuzsánna Erdélyi Sándorné birtoka volt, és a Rácz családé volt még 1694-ben is.
1736-ban berkeszi Galambos Samu, Orbán Elek, Rácz Anna Komáromi Ferencné és Rácz Péter birtoka volt, a Rácz család tagjaié volt még 1816-ban is. 1898-ban nagyobb birtokosai Boheczel László, Onyiga Simon és Szilárd, Girán Gergely, Pável István birtoka volt örökség és vásárlás útján.
A 20. század elején Szolnok-Doboka vármegye Nagyilondai járásához tartozott. Az 1910-es népszámláláskor 185 lakosa volt, ebből 179 román, 6 német, 166 görögkatolikus, 13 görögkeleti ortodox, 6 izraelita volt.

## Nevezetességek
- Szent György ortodox fatemplom[2]